# ستيفن كينكين
ستيفن كينكين (بالإنجليزية: Stephen Kunken)‏ هو ممثل أمريكي، ولد في 23 أكتوبر 1971 ببروكلين في الولايات المتحدة.

## أعمال

### أفلام
- (2014) ما تزال أليس[4][5][6][7]
- (2015) جسر الجواسيس[8][9]

## ترشيحات
- جائزة توني لأفضل ممثل في مسرحية [الإنجليزية]‏ (2010)

## وصلات خارجية
- ستيفن كينكين على موقع IMDb (الإنجليزية)
- ستيفن كينكين على موقع قاعدة بيانات برودواي على الإنترنت (الإنجليزية)
- ستيفن كينكين على موقع قاعدة بيانات الفيلم (الإنجليزية)